# Óscar Melgarejo
Óscar Daniel Melgarejo Lepore (fl. XX secolo) è stato un calciatore uruguaiano, di ruolo attaccante.

## Carriera

### Club
Ha giocato nel campionato uruguaiano e argentino.

### Nazionale
Con la maglia della Nazionale ha vinto il campeonato sudamericano nel 1956.

## Palmarès

### Nazionale
- Campeonato Sudamericano de Football: 1

Uruguay 1956